# Якимівська волость (Мелітопольський повіт)
Якимівська волость — адміністративно-територіальна одиниця Мелітопольського повіту Таврійської губернії.
Станом на 1886 рік — складалася з 4 поселень, 4 сільських громад. Населення — 6453 особи (3266 осіб чоловічої статі та 3187 — жіночої), 958 дворових господарств.
|                     | Площа, десятин | У тому числі орної, дес. |
| ------------------- | -------------- | ------------------------ |
| Сільських громад    | 24244          | 15851                    |
| Приватної власності | 5941           | 1973                     |
| Казенної власності  | 2732           | 1234                     |
| Іншої власності     | 363            | 303                      |
| Загалом             | 42762          | 18865                    |

Найбільші поселення волості:
- Якимівка — село при балці Утлюк за 21 версту від повітового міста, 2223 особи, 297 дворів, православна церква, єврейський молитовний будинок, школа, 9 лавок, 2 винних склади, 2 постоялих двори, 2 ярмарки: 2 лютого та 8 жовтня. За 3 версти — лавка, постоялий двір, залізнична станція Якимівка.
- Данилівка (Кильчик) — село при балці Утлюк, 2807 осіб, 417 дворів, православна церква, єврейський молитовний будинок, школа, 8 лавок, 2 ярмарки: в День Святого Вознесіння та 1 жовтня.
- Радіонівка — село при річці Малюксі, 1146 осіб, 187 дворів, православна церква, школа.